# Арабска династия
Арабската или още и Никифоровата династия е византийска краткотрайно управлявала империята династия, която носи името си от това на Никифор I Геник, както и отразява неговия произход.
Управлението на Арабската династия е слабо, положението на Византия – нестабилно, а финансовата стабилност – проблематична. 